# Уильям де Стутвиль
Уильям (II) де Стутвиль (англ. William de Stuteville; умер в 1203) — английский барон, шериф Нортумберленда в 1189—1194 и 1199—1200 годах, шериф Линкольншира в 1191 году, шериф Йоркшира в 1200—1202 годах, шериф Уэстморленда в 1200—1203 годах, шериф Камберленда в 1198—1199 и 1200—1203 годах, сын Роберта III де Стутвиля и Элвизы. Уильям служил трём королям — Генриху II Плантагенету и его сыновьям Ричарду I Львиное Сердце и Иоанну Безземельному. Он принимал участие в отражении вторжения в 1174 году короля Шотландии Вильгельма I Льва. Во время отсутствия Ричарда I Уильям был решительным сторонником юстициария Англии Уильяма де Лоншана вплоть до его падения. В то же время он отказывался выступать против поднявшего мятеж будущего короля Иоанна Безземельного. За это, став королём, Иоанн щедро наградил Уильяма.
За верность короне Уильям получил ряд пожалований и привилегий. Кроме того, ему в 1201 году удалось вернуть часть владений, конфискованных Генрихом I у его прадеда Роберта I д’Эстутвиля.

## Происхождение
Уильям происходил из англо-нормандского рода Эстутвилей, который в Англии получил родовое прозвание Стутвилей. Его предки были сеньорами Этутвиля-сюр-Мер в Пеи-де-Ко (Нормандия), расположенного в 30 километрах к северо-западу от Руана. После Нормандского завоевания представители рода получили владения в Англии. Роберт I д’Эстутвиль и его сын и наследник, Роберт II, были сторонниками герцога Нормандии Роберта Куртгёза. Роберт I на его стороне участвовал в 1106 году в битве при Теншбре, попав в плен к королю Генриху I. Остаток жизни он провёл в заключении. Владения Роберта I и Роберта II в Йоркшире и Линкольншире были конфискованы и переданы по большей части Найджелу д’Обиньи, родоначальнику Моубреев.
Роберт III, второй из сыновей Роберта II, перебрался в Англию, где ему удалось вернуть ряд владений, составивших феодальную баронию Коттингем (Восточный райдинг Йоркшира). От брака с Элвизой, происхождение которой неизвестно, он оставил нескольких сыновей и дочерей. Старшим из них был Уильям.

## Биография
Впервые в источниках Уильям упоминается в 1173 году, когда в Англии и Нормандии начался мятеж сыновей короля Генриха II. В подавлении восстания Роберт III де Стутвиль, его братья и сыновья, в том числе и Уильям, играли заметную роль. В этом году Уильяму под опеку были переданы несколько поместий, в том числе Нерсборо и Олдборо. В 1174 году в Северную Англию ещё и вторглась шотландская армия, которую возглавлял король Вильгельм I Лев. Уильяма назначили оборонять замок Топклиф, укреплённый, чтобы противостоять мятежникам, которых возглавлял Роджер I де Моубрей. В том же году Стутвиль участвовал в битве при Алнике, в которой был пленён шотландский король.
В 1177 году Уильяма назначили хранителем замка Роксборо.
В конце правления Генриха II Уильям периодически служил английскому правительству в качестве судьи. Позже он служил Ричарду I Львиное Сердце и Иоанну Безземельному, выполняя разные задачи. В 1190—1194 годах Уильям был шерифом Нортумберленда, а в 1191 году недолго — шерифом Линкольншира. Он не отправился с королём Ричардом I в Третий крестовый поход, а остался в Англии, где был решительным сторонником юстициария Англии Уильяма де Лоншана вплоть до его падения. В 1190 году Лоншан послал именно Уильяма арестовать своего соперника, Гуго де Пюизе, епископа Дарема.
Когда в 1193 году восстал принц Джон (будущий король Иоанн), Уильям помог Джеффри, архиепископу Йоркскому, укрепить замок в Донкастере. Однако в марте он отказался выступить против принца Джона, заявив, что он — его человек, присоединившись к Хью Бардульфу, чтобы помешать архиепископу осадить замок Топклиф. После возвращения Ричарда I Уильям примирился с ним. В 1194 году он был одним из уполномоченных, отправленных для урегулирования спора архиепископа Йоркского с канониками Йорка.
Двусмысленность положения Уильяма окупилась после смерти Ричарда I, когда королём стал Иоанн Безземельный. В награду тот стал получать разные назначения. Так, он был шерифом Нортумберленда в 1190—1200 годах, Камберленда в 1198—1199 и 1200—1203, Йоркшира в 1200—1202 годах и Уэстморленда в 1200—1203 годах. Кроме того, он получил опеку над различными королевскими городами, замками и поместьями.
За свои услуги короне Уильям получил богатые награды. В июле 1175 года Генрих II подарил ему поместья Нерсборо и Олдсборо, которые он когда-то уже получал под опеку. Позже ему был предоставлен ряд важных опек и привилегий. В 1201 году Иоанн Безземельный подарил Уильяму Милбернский лес в Уэстморленде. Также король разрешил проведение ярмарок в Баттер-Крамбе и Коттингеме.
Благосклонность к нему Иоанна Безземельного, судя по всему, позволила Уильяму возобновить старый семейный спор с Моубреями из-за переданных им владений, конфискованных Генрихом I у Роберта I д’Эстувиля. В результате нового компромисса он в 1201 году получил ещё одно ценное поместье и 9 рыцарских фьефов.
Уильям известен как благотворитель Фаунтинского аббатства и монастыря Келдхольм. В то же время в аббатстве Мьюс у него была плохая репутация: монахи помнили его за то, что он забыл благодеяния отца и доставил им неприятности. В житии святого Роберта из Нерсборо Уильям изображён как его злодейский гонитель, изменивший своё поведение только после приснившегося ему кошмара.
Уильям умер в 1203 году и был похоронен в Фаунтинском аббатстве. Ему наследовал сын Роберт, который умер в 1205 году, не оставив наследников, в результате чего владения унаследовал дядя, Николас I де Стутвиль.

## Брак и дети
Жена: Берта де Гленвиль, племянница или внучка юстициария Англии Ранульфа де Гленвиля. Дети:
- Роберт де Стутвиль (умер в 1205), барон с 1203[К 1][7].

Кроме того, у Уильяма была незаконнорожденная дочь.